# Stefan Arngrim
Stefan Arngrim, né le 23 décembre 1955 à Toronto, Canada, est un acteur et scénariste canadien.

## Biographie
Stefan Arngrim est le fils de l'actrice canadienne Norma MacMillan et du producteur américain Thor Arngrim.
Il est le frère aîné de l'actrice américaine Alison Arngrim, alias Nellie Oleson dans La Petite Maison dans la prairie qui a publié en 2011 ses mémoires aux éditions Florent Massot intitulés La Petite Garce dans la Prairie.
Dans cet ouvrage, la comédienne revient sur l'enfance cauchemardesque qu'elle a vécue avec son frère entre autres, au sein d'une famille excentrique mais surtout déplaisante et malsaine.
« Nous n'étions pas une famille normale. Notre père avait des amis très séduisants. J'ai commencé à suspecter quelque chose très tôt, mais je n'ai pas su que mon père était gay avant d'être une adulte », écrit-elle d'abord. Elle s'attarde ensuite sur leur maman, une femme loin de l'image qu'on peut se faire d'une mère de famille classique des années 1960… « Elle ne se préoccupait pas du ménage et aimait les films de guerre. Le soir, pour me coucher, elle ne me lisait pas d'histoires pour enfants mais me parlait de cinéma ou de Raspoutine », se souvient-elle.
Elle est alors entourée de baby-sitters aussi instables que dangereuses (une avait des problèmes d'alcool, une autre, de drogue, tandis qu'une troisième, jugée folle par les médecins, a fini internée en hôpital psychiatrique).
Elle se souvient également des longues après-midis qu'elle passait sous la surveillance de Stefan, de six ans son aîné. « J'étais régulièrement violée par Stefan. Il m'a aussi initiée à la drogue », écrit Alison Arngrim. Elle réclamera à ses parents d'être séparée de son frère, sans toutefois évoquer les abus sexuels dont elle est victime de la part de Stefan, mais ses appels au secours resteront vains. Impossible pour elle de parler : c'est sous les menaces de mort de son propre frère, prêt à l'égorger avec un couteau de cuisine, qu'elle vit au quotidien. À l'âge de 9 ans, découvrant que les sévices infligés par son frère sont illégaux, elle parvient à exercer une pression sur lui, en le menaçant de prévenir la police, et ainsi, à le maintenir à distance.
Âgée de 20 ans, Alison Arngrim sombre ensuite dans une profonde dépression et finit par avouer la vérité à ses parents au sujet des abominations que son frère lui a fait subir et pour lesquels il ne s'est jamais excusé. « La dernière fois que l'on s'est contactés, c'était pour la mort de mon père. Mon frère ne me parle plus », conclut-elle.

## Filmographie

### Comme acteur
- 1967 : La Route de l'Ouest (The Way West) : William J. Tadlock Jr.
- 1968 : Au pays des géants (Land of the Giants) (série TV) : Barry Lockridge
- 1969 : Silent Night, Lonely Night (TV) : Jerry Johnson
- 1980 : Getting Wasted : Charlie
- 1981 : Fear No Evil : Andrew Williams
- 1982 : Class 1984 (Class of 1984) : Drugstore
- 1985 : The Orkly Kid : Merril
- 1995 : Someone to Die For : Lazarro
- 1995 : Strange Days : Skinner
- 1995 : La Musique de l'amour: Robert et Clara (TV)
- 1996 : X-Files (épisode Tunguska) : le prisonnier
- 1998 : L'Enfant du mal (Misbegotten) : Conan Cornelius
- 2004 : Final Cut (The Final Cut) : Oliver
- 2004 : The Life (TV) : Ed
- 2004 : La Prophétie du sorcier (Earthsea) (TV) : Shire Reeve
- 2005 : The Long Weekend : Bus Driver
- 2005 : Fog : Blake's Compadre
- 2008 : L'Île du secret (Whispers and Lies) (TV) : Eugene Fritts
- 2009 : Fringe (TV) : vendeur de machines à écrire
- 2013 : Arrow (TV) : Fence (Saison 2, épisode 3)

### Comme scénariste
- 1989 : Cold Front